# Ери (окръг, Ню Йорк)
Вижте пояснителната страница за други значения на Ери.
Окръг Ери (на английски: Erie County) е окръг в щата Ню Йорк, Съединени американски щати. Площта му е 3178 km², а населението - 925 528 души (2017). Административен център е град Бъфало.